# 標指
標指為詠春拳的第三套套路，亦是最後一套，屬於高級套路，一共分為兩節，標指禪理標月之指，要穿越手指看月亮，即在戰鬥時要眼光放遠，它是打與被打的辯證法思想。另一說標指是以開馬後第一個動作命名。標指是品格良好及功夫水平達到標準之入門子弟才可得到師父傳授。標指主攻，步手身全。標指圈腳之後，練習腳法。（手不出門）

## 標指不出門
由於早期詠春拳不是公開授拳，即使徒弟學了一段長時間，若果徒弟的功夫及品行未達至一定水平，師父也不會隨便把「標指」傳授給你，有『標指不出門』之語，加上「標指」是詠春拳的高級套路，所以總會給人留有一種神秘色彩。
這是因為如果要把「標指」練得好，首先要有「小念頭」的基礎，才能到「尋橋」的沉實穩重，有了「尋橋」的沉實穩重，才能練好「標指」，而三者又互相牽連，互相幫助，所以在套路練習中，必須根據「小念頭」→「尋橋」→「標指」順序，一步一步練習才能把「詠春拳」的瀟灑表現出來。
另外，根據葉準師傅(詠春拳葉問宗師之長子)講述，從前師父通常認為徒弟有能力自立門戶收徒之時，於徒弟離開前才傳授「標指」，但其父葉問認為徒弟離開前才傳授「標指」並不科學，原因是徒弟未必能掌握「標指」，所以葉問宗師教拳時通常會提早傳授。

## 標指第一節
多種標指獨有手法。

## 標指第二節
多種標指獨有手法。

## 體能訓練
很多詠春拳修習者只著重於「形」，只練習到標指套路的「外形」，忽略了沉肘、腰馬等等「內功」，到頭來「練拳不練功，到老一埸空」。另一方面，請切記要做好體能訓練，如掌上壓、拳上壓、打沙包、跳繩等等強度訓練。

## 標指 vs 尋橋
- 尋橋兩者皆勝取其重，標指兩者皆敗取其輕。

意指尋橋在優勢下，如何採取較大攻擊，標指在劣勢下，如何採取較少傷害。